# Воробьёв, Виталий Яковлевич
Вита́лий Я́ковлевич Воробьёв (1 августа 1944 — 10 мая 2017) — советский и российский дипломат. Чрезвычайный и полномочный посол (1993).

## Биография
В 1967 году окончил МГИМО МИД. Владел китайским и английским языками. На дипломатической службе с 1967 года.
- В 1967—1968 годах — референт Дальневосточного отдела МИД СССР.
- В 1968—1969 годах — переводчик Посольства СССР в КНР.
- В 1969—1971 годах — атташе Посольства СССР в КНР.
- В 1971—1972 годах — атташе Первого дальневосточного отдела МИД СССР.
- В 1972—1975 годах — третий секретарь Первого дальневосточного отдела МИД СССР.
- В 1975—1978 годах — второй секретарь Посольства СССР в КНР.
- В 1978—1980 годах — первый секретарь Посольства СССР в КНР.
- В 1980—1983 годах — советник Первого дальневосточного отдела МИД СССР.
- В 1983—1986 годах — заведующий сектором Первого дальневосточного отдела МИД СССР.
- В 1986—1989 годах — заместитель заведующего Отделом управления социалистических стран Азии МИД СССР.
- В 1989—1990 годах — заведующий отделом Управления социалистических стран Азии МИД СССР.
- В 1990—1993 годах — советник-посланник Посольства СССР/России в КНР.
- С 16 марта 1993 по 10 августа 1998 года — чрезвычайный и полномочный посол Российской Федерации в Малайзии и по совместительству в Государстве Бруней-Даруссалам[1][2][3].
- С 14 февраля 2000 по 24 ноября 2001 года — специальный представитель президента России по вопросам взаимодействия Российской Федерации с Республикой Казахстан, Киргизской Республикой, Республикой Таджикистан и Китайской Народной Республикой[4][5].
- С 24 ноября 2001 по 27 ноября 2006 года — посол по особым поручениям — специальный представитель президента РФ по делам Шанхайской организации сотрудничества[5][6].
- С 8 января 2007 по 27 августа 2010 года — чрезвычайный и полномочный посол Российской Федерации на Филиппинах[7][8].
- С 16 апреля 2007 по 27 августа 2010 года — чрезвычайный и полномочный посол Российской Федерации в Республике Палау по совместительству[8][9].

С августа 2010 года на пенсии.
С марта 2011 года — старший научный сотрудник Центра исследований Восточной Азии и ШОС ИМИ МГИМО (У) МИД России.
Скончался 10 мая 2017 года в Пекине. Похоронен в Москве  на Новодевичьем кладбище  (участок 6) рядом с отцом, генерал-лейтенантом Воробьёвым Я.С.
Воробьев В.Я. был признанным экспертом по вопросам российско-китайских отношений, истории формирования российско-китайской границы, он принимал непосредственное участие в разработке концепции Шанхайской организации сотрудничества. Он внёс значительный вклад в улучшение российско-китайских отношений, в особенности, в решение пограничных проблем, которыми он занимался длительное время, сначала в качестве члена, а затем — главы российской делегации на пограничных переговорах. Он также был автором идеи создания Форума ШОС — «второй дорожки» Организации, объединяющей ведущие научные центры государств-членов.

## Дипломатический ранг
- Чрезвычайный и полномочный посланник 2 класса
- Чрезвычайный и полномочный посланник 1 класса (3 июля 1991)[10]
- Чрезвычайный и полномочный посол (2 июня 1993)[11]

## Награды
- Медаль «В память 850-летия Москвы» (1998)
- Медаль ордена «За заслуги перед Отечеством» II степени  (2002)
- Почётный работник Министерства иностранных дел Российской Федерации (2004)
- Орден Дружбы (13 ноября 2005)[12].
- Благодарность президента Российской Федерации (13 июня 2009)[13].